# Seregno Foot-Ball Club 1974-1975
Questa voce raccoglie le informazioni riguardanti il Seregno Foot-Ball Club nelle competizioni ufficiali della stagione 1974-1975.

## Rosa
| N. |                   | Ruolo | Calciatore            |
| -- | ----------------- | ----- | --------------------- |
|    | Italia (bandiera) | C     | Gian Angelo Arienti   |
|    | Italia (bandiera) | A     | Walter Arienti        |
|    | Italia (bandiera) | D     | Massimo Arrighi       |
|    | Italia (bandiera) | P     | Nello Banfi           |
|    | Italia (bandiera) | C     | Arturo Bosani         |
|    | Italia (bandiera) | C     | Giorgio Campagna      |
|    | Italia (bandiera) | A     | Virginio Canzi        |
|    | Italia (bandiera) | C     | Luigi Cappelletti     |
|    | Italia (bandiera) | D     | Maurizio Cazzaniga    |
|    | Italia (bandiera) | D     | Pasquale Corbetta     |
|    | Italia (bandiera) | D     | Giorgio Dellagiovanna |
|    | Italia (bandiera) | D     | Roberto Dorini        |

| N. |                   | Ruolo | Calciatore        |
| -- | ----------------- | ----- | ----------------- |
|    | Italia (bandiera) | C     | Vittore Erba      |
|    | Italia (bandiera) | D     | Alvaro Facoetti   |
|    | Italia (bandiera) | C     | Piero Fagnani     |
|    | Italia (bandiera) | C     | Pietro Noris      |
|    | Italia (bandiera) |       | Regonesi          |
|    | Italia (bandiera) | A     | Emilio Rossi      |
|    | Italia (bandiera) | C     | Sandro Salvioni   |
|    | Italia (bandiera) | C     | Leopoldo Solbiati |
|    | Italia (bandiera) | P     | Carlo Spreafico   |
|    | Italia (bandiera) | A     | Augusto Vanazzi   |
|    | Italia (bandiera) | D     | Rodolfo Ventura   |